# Mètode de la paral·laxi fotomètrica
El mètode de la paral·laxi fotomètrica és un mètode d'anàlisi de dades utilitzat en astronomia que fa servir els colors i la brillantor aparent de les estrelles per deduir les seves distàncies. Va ser utilitzat pel Sloan Digital Sky Survey per descobrir el supercúmul estel·lar de la Verge.
A diferència del mètode de la paral·laxi estel·lar, la paral·laxi fotomètrica es pot utilitzar per calcular les distàncies d'estrelles de més de 10 kpc de distància, a costa de la precisió molt més limitada per als mesuraments individuals. Estrictament parlant, en realitat no empra cap mesurament de paral·laxi i pot ser considerat com un nom inadequat.